# Giacomo Matteotti
Giacomo Matteotti (22. maj 1885 i Fratta Polesine - 10. juni 1924 nær Rom) var en italiensk politiker. Han var generalsekretær for Partito Socialista Unitario (PSU) og parlamentsmedlem for Partito Socialista Italiano (PSI). Italienske fascisters mord på Matteotti i 1924 anses for begyndelsen på Mussolinis diktatur.

## Biografi
Matteottis far var en kobbersmed fra Trentino, som var blevet velstående.
Under sit jurastudium på Universitetet i Bologna indtrådte Matteotti i PSI. Inden for partiet var han kontroversiel fordi han kritiserede misforhold såsom protektionisme og arrogance blandt partifunktionærerne og fordi han fulgte en reformistisk frem for en revolutionær kurs. Da han imidlertid var en begavet agitator og hyppigt talte til arbejdere oparbejdede han en bæredygtig tilslutning. I 1919, 1921 og 1924 blev Matteotti valgt som medlem for regionen Ferrara til Camera dei Deputati. Han blev ligeledes valgt til generalsekretær i 1922 for det nyoprettede PSU, som havde udskilt sig fra PSI. Foruroliget over den voksende aktivitet blandt fascisterne holdt han den 30. maj 1924 en flammende tale, hvor han advarede om den truende fare mod det italienske demokrati. Den 10. juni blev han bortført af seks Squadristi og myrdet.
Matteottis forsvinden og fundet af hans lig to måneder senere 23 km nord for Rom førte til et tydeligt stemningsskift i store dele af befolkningen. Flertallet var ikke i tvivl om at fascisterne stod bag mordet. Det gik ud over Mussolini popularitet. Hans politiske modstandere reagerede med at udvandre fra parlamentet.
Først den 3. januar 1925 lykkedes det Mussolini at genvinde initiativet med en tale i Deputeretkammeret. Som leder af det fascistiske parti overtog han det fulde "moralske, politiske og historiske ansvar" for mordet, uden dog direkte at knytte en direkte forbindelse til det. Opfordringen til at rejse anklage mod ham for forbrydelsen, forekom hans modstandere at være udsigtsløs, og blev ikke til noget.
Den såkaldte Matteotti-krise var et vendepunkt i Mussolinis politik. Tidligere forsøg på i et vist omfang at samarbejde med de parlamentariske insitutioner blev afløst af en konsekvent undertrykkelse af oppositionen, indskrænkelse af pressefriheden og opbygning af det hemmelige politi OVRA.
Af de 6 formodede mordere blev tre af dem i marts 1926 idømt 5 års fængsel, men allerede efter to måneder blev de benådiget af kong Victor Emanuel. Efter 2. verdenskrigs slutning blev sagen genoptaget i 1947 og de overlevende 3 mordere idømt 30 års fængsel.
I 1973 blev Matteotti-affæren filmatiseret med Franco Nero som Matteotti og Mario Adorf som Mussolini under titlen Il delitto Matteotti.

## Eksterne kilder
- Wikimedia Commons har flere filer relateret til Giacomo Matteotti